# エデュケーション・シティ・トラム
エデュケーション・シティ・トラムは、カタールドーハ市内のエデュケーション・シティで運行されているトラムである。

## 概要

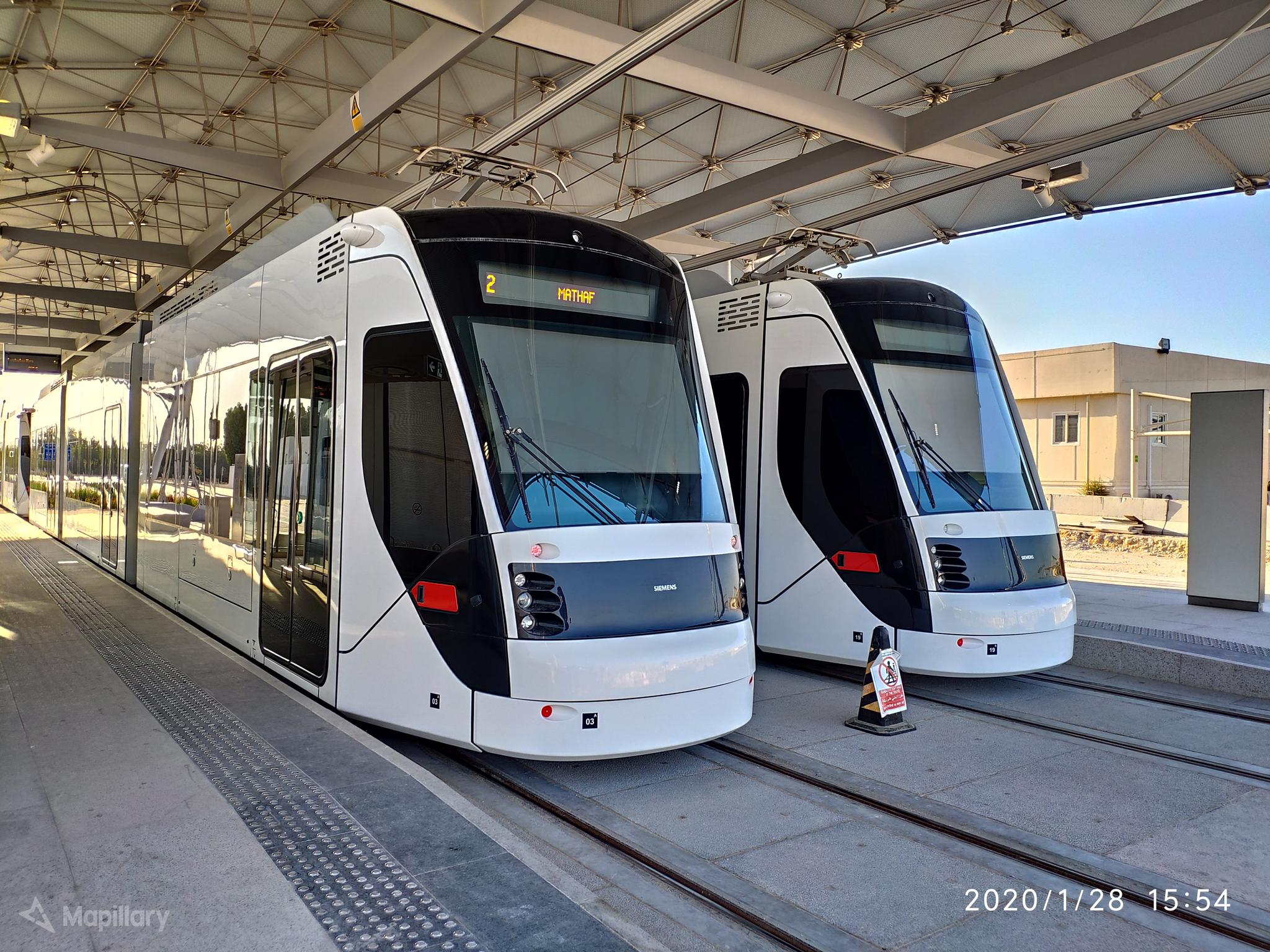
エデュケーション・シティ・トラムの車両

2号線（ブルー）が2019年12月25日に、1号線（イエロー）が2020年10月12日に、3号線（グリーン）が2023年7月29日に開業し、現在は3路線で運行されている。
現在は運賃は無料だが、将来の運賃徴収に備え一部の駅（Al Shaqab、Academy）には改札が設置されている。全線非電化（架線レス）で、車両は各駅に設置されている架線から充電を行う。

## 路線データ
- 路線距離：11.5km
- 駅数：24駅
- 軌間：1,435mm（標準軌）